# Västra Abborrtjärnen (Brattfors socken, Värmland)
Västra Abborrtjärnen är en sjö i Filipstads kommun i Värmland och ingår i Göta älvs huvudavrinningsområde.